# نیو پاین کریک (کالیفرنیا)
نیو پاین کریک (به انگلیسی: New Pine Creek) یک منطقهٔ مسکونی در ایالات متحده آمریکا است که در شهرستان مودوک، کالیفرنیا واقع شده‌است. نیو پاین کریک ۵٫۹۱۸ کیلومتر مربع مساحت و ۹۸ نفر جمعیت دارد و ۱٬۴۷۶ متر بالاتر از سطح دریا واقع شده‌است.